# Odonaspis minima
Odonaspis minima är en insektsart som beskrevs av Howell och Tippins 1978. Odonaspis minima ingår i släktet Odonaspis och familjen pansarsköldlöss. Inga underarter finns listade i Catalogue of Life.